# Gaius Terentius Istra
Gaius Terentius Istra war ein dem plebeischen Geschlecht der Terentier entstammender Staatsmann der mittleren Römischen Republik.
Von seiner Ämterlaufbahn (cursus honorum) ist durch den Geschichtsschreiber Titus Livius überliefert, dass er 182 v. Chr. als Prätor die Provinz Sardinien verwaltete und im Jahr 181 v. Chr. gemeinsam mit Gaius Calpurnius Piso und Publius Claudius Pulcher einem Kollegium von tresviri coloniae deducendae  angehörte, dem die Gründung einer römischen Bürgerkolonie in der ehemals etruskischen Stadt Graviscae oblag.